# Mohamed Dräger
Mohamed Dräger (Freiburg, 1996. június 25. –) tunéziai válogatott labdarúgó, a svájci Luzern hátvédje kölcsönben az angol Nottingham Forest csapatától.

## Pályafutása

### Klubcsapatokban
Dräger a németországi Freiburg városában született. Az ifjúsági pályafutását a helyi PSV Freiburg csapatában kezdte, majd az SC Freiburg akadémiájánál folytatta.
2015-ben mutatkozott az SC Freiburg tartalék, majd 2017-ben az német első osztályban szereplő felnőtt keretében. 2018 és 2020 között az SC Paderborn csapatát erősítette kölcsönben. 2020-ban a görög Olimbiakósz, majd 2021-ben az angol Nottingham Forest szerződtette. 2022. február 2-án másféléves kölcsönszerződést kötött a svájci első osztályban érdekelt Luzern együttesével. 2022. február 6-án, a Lugano ellen idegenben 2–1-re elvesztett bajnokin debütált és egyben meg is szerezte első válogatott gólját a klub színeiben.

### A válogatottban
Dräger az U17-es korosztályos válogatottban is képviselte Tunéziát.
2018-ban debütált a felnőtt válogatottban. Először a 2018. november 20-ai, Marokkó ellen 1–0-ra elvesztett mérkőzés 78. percében, Naïm Slitit váltva lépett pályára. Első válogatott gólját 2020. október 13-án, Nigéria ellen 1–1-es döntetlennel zárult barátságos mérkőzésen szerezte meg.

## Statisztika
2022. november 5. szerint.
| Klub                   | Szezon   | Bajnokság           | Bajnokság | Bajnokság | Kupa  | Kupa  | Nemzetközi | Nemzetközi | Összesen | Összesen |
| Klub                   | Szezon   | Bajnokság           | Mérk.     | Gólok     | Mérk. | Gólok | Mérk.      | Gólok      | Mérk.    | Gólok    |
| ---------------------- | -------- | ------------------- | --------- | --------- | ----- | ----- | ---------- | ---------- | -------- | -------- |
| SC Freiburg            | 2017–18  | Bundesliga          | 2         | 0         | 0     | 0     | 1          | 0          | 3        | 0        |
| Paderborn (kölcsönben) | 2018–19  | 2. Bundesliga       | 32        | 0         | 0     | 0     | —          | —          | 32       | 0        |
| Paderborn (kölcsönben) | 2019–20  | Bundesliga          | 18        | 1         | 0     | 0     | —          | —          | 18       | 1        |
| Paderborn (kölcsönben) | Összesen | Összesen            | 50        | 1         | 0     | 0     | 0          | 0          | 50       | 1        |
| Olimbiakósz            | 2020–21  | Super League Greece | 8         | 0         | 1     | 0     | 1          | 0          | 10       | 0        |
| Luzern (kölcsönben)    | 2021–22  | Swiss Super League  | 19        | 3         | 2     | 1     | —          | —          | 21       | 4        |
| Luzern (kölcsönben)    | 2022–23  | Swiss Super League  | 12        | 3         | 1     | 0     | —          | —          | 13       | 3        |
| Luzern (kölcsönben)    | Összesen | Összesen            | 31        | 6         | 3     | 1     | 0          | 0          | 34       | 7        |
| Összesen               | Összesen | Összesen            | 91        | 7         | 8     | 1     | 2          | 0          | 101      | 8        |

### A válogatottban
| Válogatott | Év       | Pályára lépés | Gól |
| ---------- | -------- | ------------- | --- |
| Tunézia    | 2018     | 1             | 0   |
| Tunézia    | 2019     | 12            | 0   |
| Tunézia    | 2020     | 3             | 1   |
| Tunézia    | 2021     | 8             | 2   |
| Tunézia    | 2022     | 9             | 0   |
| Összesen   | Összesen | 33            | 3   |

#### Góljai a válogatottban
| # | Időpont            | Helyszín                                               | Ellenfél | Gólok | Eredmény | Kiírás                                    |
| - | ------------------ | ------------------------------------------------------ | -------- | ----- | -------- | ----------------------------------------- |
| 1 | 2020. október 13.  | Jacques Lemans Aréna, Sankt Veit an der Glan, Ausztria | Nigéria  | 1–1   | 1–1      | Barátságos mérkőzés                       |
| 2 | 2021. március 25.  | Február Mártírjai Stadion, Bengázi, Líbia              | Líbia    | 3–1   | 5–2      | 2021-es Afrikai Nemzetek Kupája-selejtező |
| 3 | 2021. november 16. | Hammadi Agrebi Olimpiai Stadion, Tunisz, Tunézia       | Zambia   | 2–0   | 3–1      | 2022-es VB-selejtező                      |

## Sikerei, díjai
SC Paderborn
- 2. Bundesliga
  - Feljutó (1): 2018–19

Olimbiakósz
- Super League Greece
  - Bajnok (1): 2020–21

- Görög Kupa
  - Döntős (1): 2020–21

## Fordítás
Ez a szócikk részben vagy egészben  a   Mohamed Dräger című angol Wikipédia-szócikk fordításán alapul.  Az eredeti cikk szerkesztőit annak laptörténete sorolja fel. Ez a jelzés csupán a megfogalmazás eredetét és a szerzői jogokat jelzi, nem szolgál a cikkben szereplő információk forrásmegjelöléseként.